# Universidade Deakin

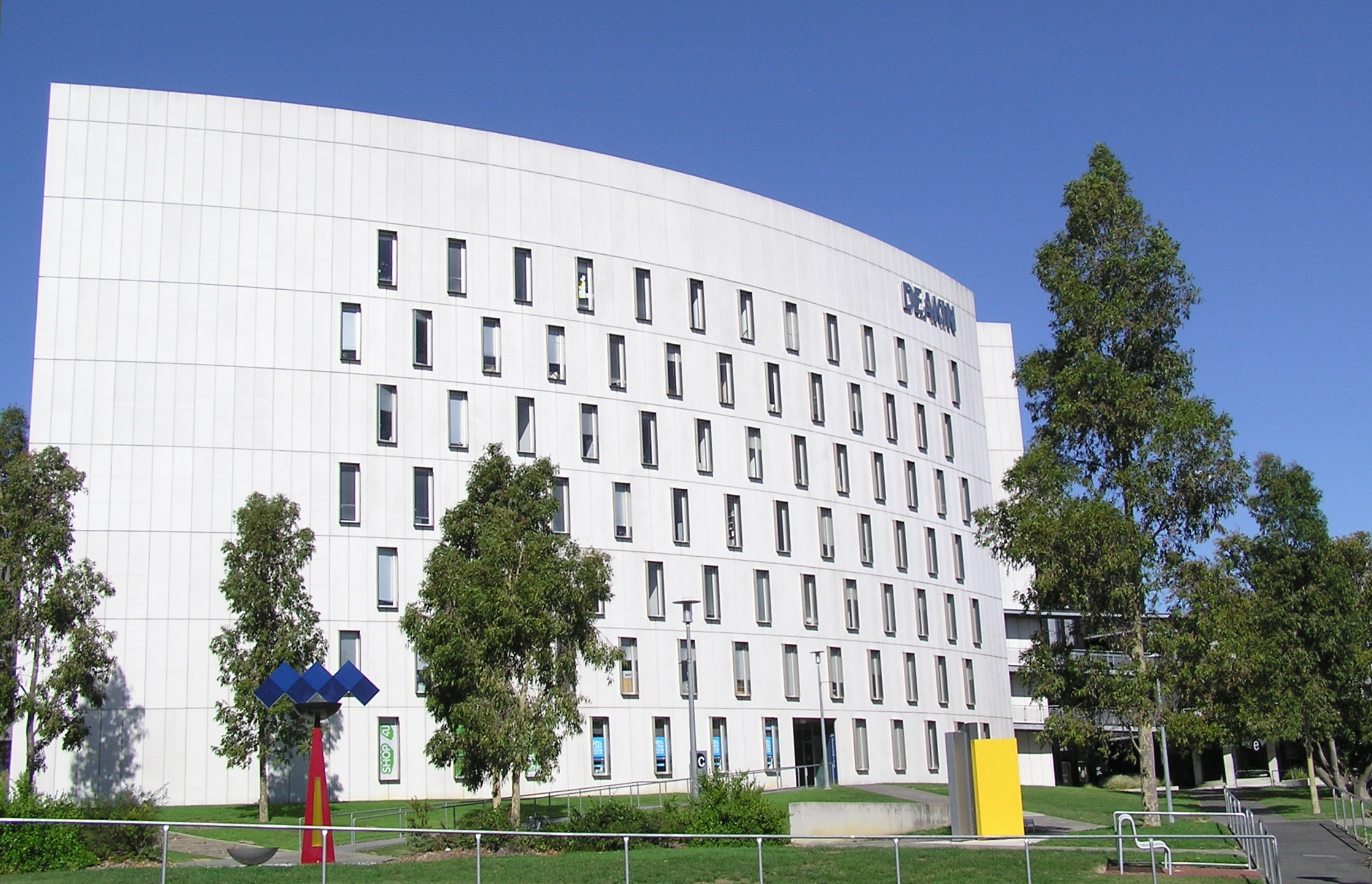

A Universidade Deakin (em inglês: Deakin University) é uma universidade localizada em Vitória, Austrália. Fundada como faculdade em 1887, torna-se universidade em 1974.
Com aproximadamente 60.000 alunos, é  a 7ª maior universidade da Austrália e uma das melhores universidades do mundo de acordo com o  QS World University Rankings e o Ranking Académico das Universidades Mundiais.